# Roelof Hendrik Graadt Jonckers
Roelof Hendrik Graadt Jonckers (Heteren, 17 september 1805 – Huissen, 10 december 1866) was een Nederlandse dominee en schrijver. Hij wordt beschouwd als een "typische vertegenwoordiger van de negentiende eeuwse predikantenklasse in Gelderland," die behoorde tot de schrijverskring van predikant-auteurs, waarvan Ottho Gerhard Heldring (1804–1876) de voornaamste was.

## Biografie
Roelof Hendrik werd in 1806 geboren als zoon van Lambarta Graadt (1776-1845) en Adriaan Jonckers (1776-1840). Zijn vader was (van 1798 tot 1840) predikant in Heteren. Zijn jongere broer Johannes Hendrik Jonckers (1818-1900) werd ook predikant.
Roelof Hendrik studeerde theologie te Utrecht. Op enig moment, vóór 1830, heeft hij zijn achternaam laten wijzigen in Graadt Jonckers, want toen hij op 14 juli 1830 in het huwelijk trad met Eva Nijhoff droeg hij de naam Roelof Hendrik Graadt Jonckers. 
Eva stamde uit een bekende Arnhemse familie. Ze was een achternicht van de Gelderse historicus en provinciaal archivaris Isaac Anne Nijhoff.
Heel kort na hun huwelijk (op 8 augustus 1830) werd Roelof Hendrik predikant te Huissen.
Hoewel Graadt Jonckers zijn hele leven Nederlands Hervormd predikant in Huissen is gebleven, had de geschiedenis "meer aantrekkelijkheid voor hem dan de godgeleerdheid, en ook de dichtkunst vond in hem een beoefenaar."